# Пердіфумо
Пердіфумо (італ. Perdifumo) — муніципалітет в Італії, у регіоні Кампанія, провінція Салерно.
Пердіфумо розташоване на відстані близько 280 км на південний схід від Рима, 95 км на південний схід від Неаполя, 55 км на південний схід від Салерно.
Населення — 1791 особа (2014).
Щорічний фестиваль відбувається 25 липня. Покровитель — San Giacomo.

## Демографія
Населення за роками:

Станом на 1 січня 2023 року в муніципалітеті офіційно проживали 94 іноземці з 17 країн, серед них 70 громадян країн Євросоюзу та 3 громадяни України.

## Сусідні муніципалітети
- Кастеллабате
- Лауреана-Чиленто
- Лустра
- Монтекориче
- Серрамеццана
- Сесса-Чиленто